# جاك هورنر (لاعب كرة قاعدة)
جاك هورنر (بالإنجليزية: Jack Horner)‏ هو لاعب كرة قاعدة أمريكي، ولد في 21 سبتمبر 1863 في بالتيمور في الولايات المتحدة، وتوفي في 14 يوليو 1910 في نيو أورلينز في الولايات المتحدة.

## وصلات خارجية
- جاك هورنر على موقعبيزبول رفرنس.كوم (الدوري الرئيسي) (الإنجليزية)
- جاك هورنر على موقعبيزبول رفرنس.كوم (الدوري الثانوي) (الإنجليزية)